# Obwodnica Łomży
Obwodnica Łomży – fragment międzynarodowej trasy E67, Via Baltica -drogi ekspresowej S61 oraz drogi krajowej nr 63, która otacza Łomżę od zachodu i południa.

## Istniejące odcinki

### Wygoda - węzeł Łomża Południe
Oddany do użytku blisko 9-kilometrowy odcinek drogi krajowej nr 63 na południe od Łomży. Droga została poprowadzona nowym przebiegiem, od istniejącej drogi krajowej 63 w rejonie Wygody do drogi ekspresowej S61, czyli do węzła Łomża Południe. W przyszłości ma ona przejąć ruch kierujący się od Zambrowa na Kurpie i Mazury, z pominięciem centrum Łomży.

### węzeł Łomża Południe – węzeł Łomża Zachód
Przetarg ogłoszono 28 marca 2017 r. Długość odcinka: 7,18 km. W dniu 22 grudnia została podpisana umowa o wartości 218,1 mln zł na wykonanie odcinka z firmą Mota-Engil Central Europe SA. Wykonawca miał 31 miesięcy (bez okresów zimowych) na wykonanie zadania. Odcinek został oddany do użytku wraz z węzłem Łomża Zachód 2 czerwca 2023 roku.

### Wykaz węzłów drogowych
Wykaz węzłów drogowych na trasie obwodnicy
- Łomża Południe - węzeł drogowy z drogą krajową nr 63
- Łomża Zachód  - węzeł drogowy z drogą wojewódzką nr 760 .
- Nowogród (budowany) węzeł drogowy z drogą wojewódzką nr 645 (droga na Nowogród i Myszyniec)
- Łomża Północ (budowany) połączenie z przyszłym odcinkiem drogi krajowej nr 64 - obwodnica Piątnicy.

## Odcinki w budowie

### węzeł Łomża Zachód – węzeł Kolno
Przetarg ogłoszono 28 marca 2017 r. Długość odcinka: 12,99 km. 12 grudnia 2017 roku wybrano firmę Impresa Pizzarotti & C. S.p.A z ceną 442 800 000 zł. Konsorcjum firm PORR S.A. wraz z Unibep S.A. zakwestionowało zwycięską ofertę, zarzucając szereg zaniechań przy dokonywaniu wyboru.
5 marca 2018 roku zakończył się drugi przetarg, w którym ponownie wybrana została firma Impresa Pizzarotti, z ceną 442 875 000 zł, co stanowi 46% budżetu zamawiającego. Ostatecznie umowa została podpisana z firmą TOTO S.p.A. COSTRUZIONI GENERALI. Dnia 13 listopada 2020 r. Generalna Dyrekcja Dróg Krajowych i Autostrad poinformowała o wydaniu przez wojewodę podlaskiego decyzji o zezwoleniu na realizację inwestycji drogowej obejmującej ten odcinek. Wniosek o ZRID został złożony 12 sierpnia 2019 r., a postępowanie w przedmiocie wydania decyzji przedłużyło się wskutek kwestii formalnoprawnych, w tym podziałów nieruchomości w rejonie planowanego węzła Nowogród. Droga ma zostać oddana do użytku wiosną 2023 roku. 14 maja 2021 roku Generalna Dyrekcja Dróg Krajowych i Autostrad poinformowała o odstąpieniu przez inwestora od umowy z firmą TOTO z powodu braku postępu w realizacji prac budowlanych i uprzednich dwóch bezskutecznych wezwań ze strony GDDKiA do rozpoczęcia robót budowlanych. W związku z tą sytuacją ma być przeprowadzona inwentaryzacja oraz opracowanie dokumentów przetargowych, tak aby w I kwartale 2022 r. było możliwe wyłonienie nowego wykonawcy tego odcinka. Ponowny przetarg na realizację dużej obwodnicy Łomży został ogłoszony dnia 23 lipca 2021 r. Zawarcie umowy z nowym wykonawcą jest planowane na pierwsze miesiące 2022 r. Termin zakończenia wszystkich prac budowlanych to 2024 rok, z zastrzeżeniem, że oddanie do ruchu jednej jezdni w przekroju 1x2 na całej długości trasy głównej ma nastąpić w ciągu 18 miesięcy od podpisania umowy, czyli w drugim lub trzecim kwartale 2023 r. 30 września 2021 r. nastąpiło otwarcie ofert w ponownym przetargu. Ceny wahają się w przedziale od 660,01 mln zł do 795,19 mln zł przy kosztorysie inwestorskim określonym na 971,3 miliona złotych.W dniu 30 września 2024 roku został udostępniony do ruchu pas jednej jezdni obwodnicy Łomży (12,9 km).